# آمنه ماچین
آمنه ماچین (انگلیسی: Amne Machin) یا انی ماشن بالاترین قله یک رشته کوه به همان نام است که در استان چینگهای در ناحیه غربی مرکزی چین واقع شده‌است. این قله در بودیسم تبتی به عنوان خانه خدای اصلی، آمدو، قله پومرا، مورد احترام اهالی بومی می‌باشد.

## جغرافیا
کل محدوده یک گستره شرقی کوه‌های کونلون، که یک سلسله کوه بزرگ در آسیا است می‌باشد. محدوده آمنه ماچین در جهت شمال غربی به جنوب شرقی در شرق چینگهای (ولایت خودمختار گولوگ تبتی و مناطق مجاور حوزه ولایت خودمختار هاینان تبتی) و در گوشه جنوب غربی گانسو در حوزه ولایت خودمختار گانان تبتی واقع شده‌است.
وجود این سلسله کوه نتیجه یکی از خمیدگی‌های بزرگ رود زرد می‌باشد. این رودخانه نخست به طول چند صد کیلومتر به سمت شرق و جنوب شرقی، در امتداد جنوب غربی دامنه آمنه ماچین جریان دارد و در ادامه تمام طول حوزه گولوگ را عبور کرده و به مرزهای گانسو و سیچوان می‌رسد. سپس رودخانه تقریباً ۱۸۰ درجه به سمت چپ منحرف شده و از ناحیه شمال شرقی آمنه ماچین به سمت شمال شرقی عبور کرده و تا ۲۰۰–۳۰۰ کیلومتر به سمت شمال شرقی در چندین قلمرو شمال شرقی چینگهای جریان دارد.
قله آمنه ماچین (بالاترین نقطه محدوده) در شهرستان ماچن واقع در استان گولوگ قرار دارد. ارتفاع آن ۶۲۸۲ متر (۲۰۶۱۰ فوت) برآورد شده‌است. بلحاظ ارتفاع این بیست و سومین رتبه را در میان قله‌های کوهستان چین دارا می‌باشد.
بخشی از محدوده ای اطراف قله یعنی بخش سنجی‌یان گوان که سرچشمه سه رودخانه می‌باشد بعنوان منابع طبیعی ملی اعلان شده‌است.

## تاریخچه
این کوه در چین باستان بنام کوه جیشی معروف بود. در یادداشت‌های مربوط به ویای شمالی در مورد رود هان ارا بیان می‌کند که یوی بزرگ رود زرد را مهار کرد و آن بخشی از فرماندهی لانگ جی شمرده می‌شد که درفاصله ۱۷۴۰ لی (۷۲۴ کیلومتر یا ۴۵۰ مایل) از کوه کونلون و ۵۰۰۰ لی (۲٬۰۸۰ کیلومتر یا ۱٬۲۹۰ مایل) از رودخانه لو قرار داشت.